# GP Denain 1972
De 14e editie van de wielerwedstrijd GP Denain werd gehouden op 4 april 1972. De start en finish vonden plaats in Denain in het Franse Noorderdepartement. Op het podium stonden drie Belgen: Joseph Abelshausen, Rudy De Groote en Gustaaf Van Roosbroeck, waarvan de laatste won.

## Uitslag
| GP Denain 1972 |                        |                                  |      |
| Plaats         | Naam                   | Ploeg                            | tijd |
| Winnaar        | Gustaaf Van Roosbroeck | Watney-Avia                      |      |
| 2              | Joseph Abelshausen     | Watney-Avia                      |      |
| 3              | Rudy De Groote         | Novy-Dubble Bubble               |      |
| 4              | Victor Van Schil       | Molteni                          |      |
| 5              | Gilbert Wuytack        | Van Cauter-Magniflex-De Gribaldy |      |
| 6              | Willy Scheers          | Goldor-IJsboerke                 |      |

1959 · 1960 · 1961 · 1962 · 1963 · 1964 · 1965 · 1966 · 1967 · 1968 · 1969 · 1970 · 1971 · 1972 · 1973 · 1974 · 1975 · 1976 · 1977 · 1978 · 1979 · 1980 · 1981 · 1982 · 1983 · 1984 · 1985 · 1986 · 1987 · 1988 · 1989 · 1990 · 1991 · 1992 · 1993 · 1994 · 1995 · 1996 · 1997 · 1998 · 1999 · 2000 · 2001 · 2002 · 2003 · 2004 · 2005 · 2006 · 2007 · 2008 · 2009 · 2010 · 2011 · 2012 · 2013 · 2014 · 2015 · 2016 · 2017 · 2018 · 2019 · 2020 · 2021 · 2022 · 2023 · 2024 · 2025